# Palicourea chiriquina
Palicourea chiriquina är en måreväxtart som beskrevs av Paul Carpenter Standley. Palicourea chiriquina ingår i släktet Palicourea och familjen måreväxter. Inga underarter finns listade i Catalogue of Life.